# Équipe de Hong Kong féminine de squash
L'équipe de Hong Kong féminine de squash représente Hong Kong dans les compétitions internationales de squash et dirigée par Hong Kong Squash.
Depuis 1985, le meilleur résultat de Hong Kong aux championnats du monde par équipes est une 3e place en 2016 et 2018.
Aux championnats d'Asie par équipes, Hong Kong remporte la compétition en 1986, 2000 et 2010.

## Équipe actuelle
- Ho Tze-Lok
- Chan Sin Yuk
- Lee Ka Yi
- Tong Tsz-Wing

## Palmarès championnats du monde par équipe de squash
| Année                    | Résultat             | Classement           | G                    | PL                   |
| ------------------------ | -------------------- | -------------------- | -------------------- | -------------------- |
| Birmingham 1979          | Pas de participation | Pas de participation | Pas de participation | Pas de participation |
| Toronto 1981             | Pas de participation | Pas de participation | Pas de participation | Pas de participation |
| Perth 1983               | Pas de participation | Pas de participation | Pas de participation | Pas de participation |
| Dublin 1985              | Phase de poule       | 10e                  | 3                    | 3                    |
| Auckland 1987            | Pas de participation | Pas de participation | Pas de participation | Pas de participation |
| Warmond 1989             | Pas de participation | Pas de participation | Pas de participation | Pas de participation |
| Sydney 1990              | Phase de poule       | 14e                  | 3                    | 3                    |
| Vancouver 1992           | Pas de participation | Pas de participation | Pas de participation | Pas de participation |
| Guernesey 1994           | Pas de participation | Pas de participation | Pas de participation | Pas de participation |
| Petaling Jaya 1996       | Phase de poule       | 14e                  | 2                    | 4                    |
| Stuttgart 1998           | Phase de poule       | 18e                  | 3                    | 4                    |
| Sheffield 2000           | 1/16e de finale      | 10e                  | 4                    | 3                    |
| Odense 2002              | Phase de poule       | 11e                  | 4                    | 3                    |
| Amsterdam 2004           | Phase de poule       | 11e                  | 4                    | 3                    |
| Edmonton 2006            | Phase de poule       | 9e                   | 5                    | 2                    |
| Le Caire 2008            | Quart de finale      | 8e                   | 3                    | 4                    |
| Palmerston North 2010    | Phase de poule       | 12e                  | 2                    | 4                    |
| Nîmes 2012               | Quart de finale      | 8e                   | 4                    | 3                    |
| Niagara-on-the-Lake 2014 | Demi-finale          | 4e                   | 5                    | 2                    |
| Issy-les-Moulineaux 2016 | Demi-finale          | 3e                   | 4                    | 2                    |
| Dalian 2018              | Demi finale          | 3e                   | 3                    | 2                    |
| Total                    | 14/21                | 0 titre              | 49                   | 42                   |

,